# سا پا
سا پا (به لاتین: Sa Pa) یک منطقهٔ مسکونی در ویتنام است که در استان لائو کای واقع شده‌است. سا پا ۲۴٫۰۲ کیلومتر مربع مساحت و ۸٬۹۷۵ نفر جمعیت دارد.